# STS-97
La misión STS-97 es una misión realizada por el Transbordador espacial Endeavour. Su objetivo principal fue entregar e instalar paneles solares. También preparó el arribo del laboratorio espacial Destinity.

## Tripulación
- Brent W. Jett, Jr. (3), Comandante
- Michael Bloomfield (2), Piloto
- Joseph R. Tanner (3), Especialista de misión
- Carlos Noriega (2), Especialista de misión -
- Marc Garneau (3), Especialista de misión -

 ( ) número de vuelos realizados incluyendo esta misión. 

## Parámetros de la misión
- Masa:
  - Al despegue: 120,742 kg
  - Al aterrizaje: 89,758 kg
  - Carga: 7,906 kg
- Perigeo: 352 km
- Apogeo: 365 km
- Inclinación: 51.6°
- Período: 91.7 min

### Acoplamiento con la EEI
- Acoplado: 2 de diciembre de 2000, 19:59:49 UTC
- Desacoplado: 9 de diciembre de 2000, 19:13:00 UTC
- Tiempo acoplado: 6 días, 23 h, 13 min, 11 s

### Paseos espaciales
- Tanner y Noriega  - EVA 1
- EVA 1 Comienzo: 3 de diciembre de 2000 - 18:35 UTC
- EVA 1 Fin: 4 de diciembre - 02:08 UTC
- Duración: 7 horas, 33 minutos
- Tanner y Noriega  - EVA 2
- EVA 2 Comienzo: 5 de diciembre de 2000 - 17:21 UTC
- EVA 2 Fin: 5 de diciembre - 23:58 UTC
- Duración: 6 h, 37 min
- Tanner y Noriega  - EVA 3
- EVA 3 Comienzo: 7 de diciembre de 2000 - 16:13 UTC
- EVA 3 Fin: 7 de diciembre - 21:23 UTC
- Duración: 5 h, 10 min

## Resumen de la Misión

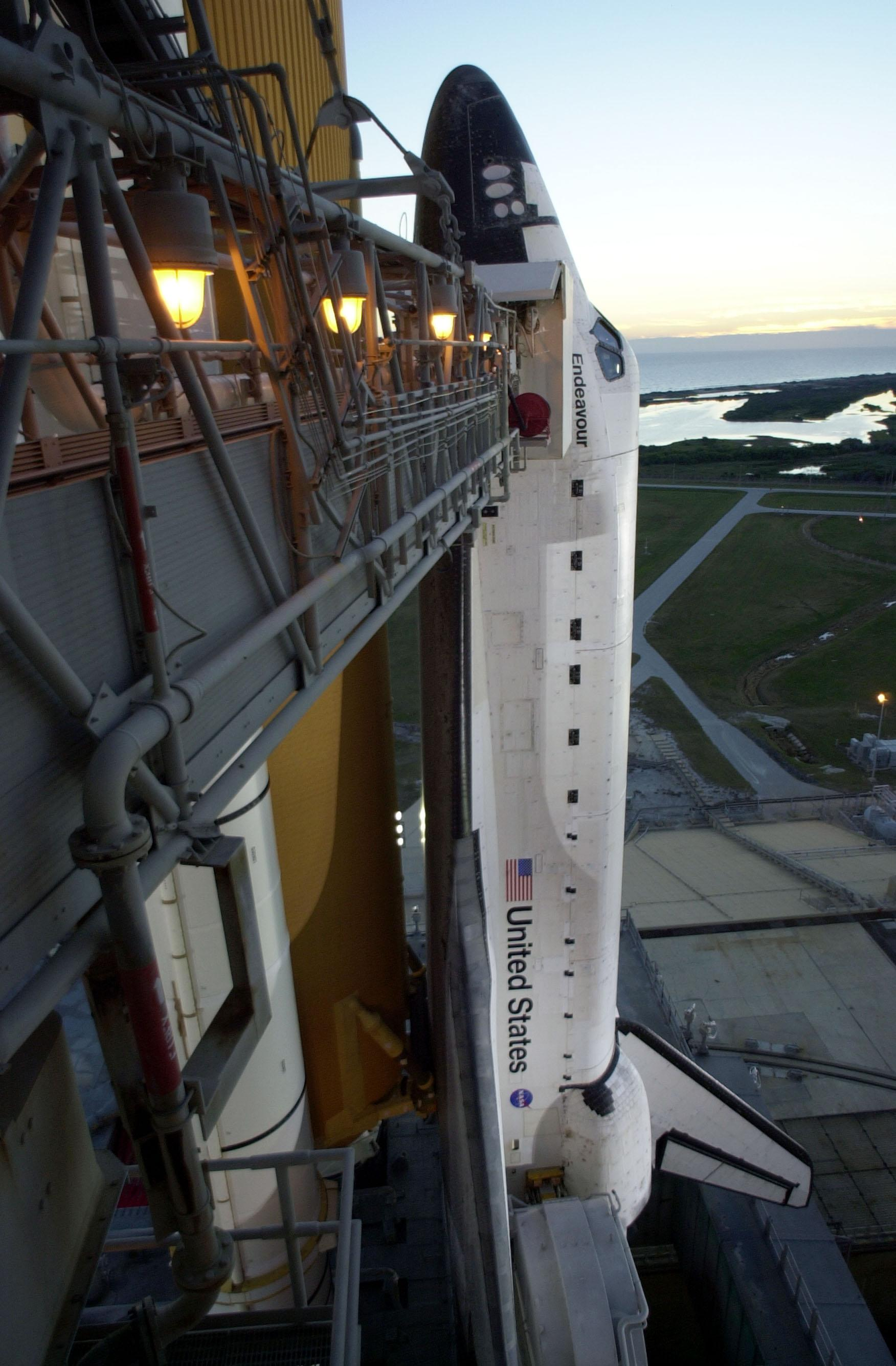
El Endeavour en la plataforma de lanzamiento antes de su lanzamiento.

Durante los 11 días de la misión, los objetivos primarios fueron completados, el cual instaló el primer set de paneles solares a la Estación Espacial Internacional. Lo astronautas realizaron tres EVAs durante el cual prepararon un puerto de acoplamiento para el arribo del laboratorio espacial Destinity, instalaron un dispositivo para medir la potencia eléctrica circundante en la estación, instalaron una cable de cámara fuera del módulo Unity, y transfirieron suministros, equipamiento y basura entre el equipo de la estación y el Endeavour.
En el Día 3, el comandante Brent Jett vinculó el Endeavour a la EEI mientras se encontraba 370 km sobre el noroeste de Kazajistán.
El chequeo exitoso de los trajes espaciales (EMU por sus siglas en inglés), las unidades SAFER (auxilio inmediato en el EVA), el Canadarm, el Sistema de Visión Espacial del Orbitador (OSVS en inglés) y el Sistema de Acoplamiento del Orbitador (ODS en inglés) fueron completados nominalmente. También, el la cámara del ODS fue instalada sin desalineamientos.

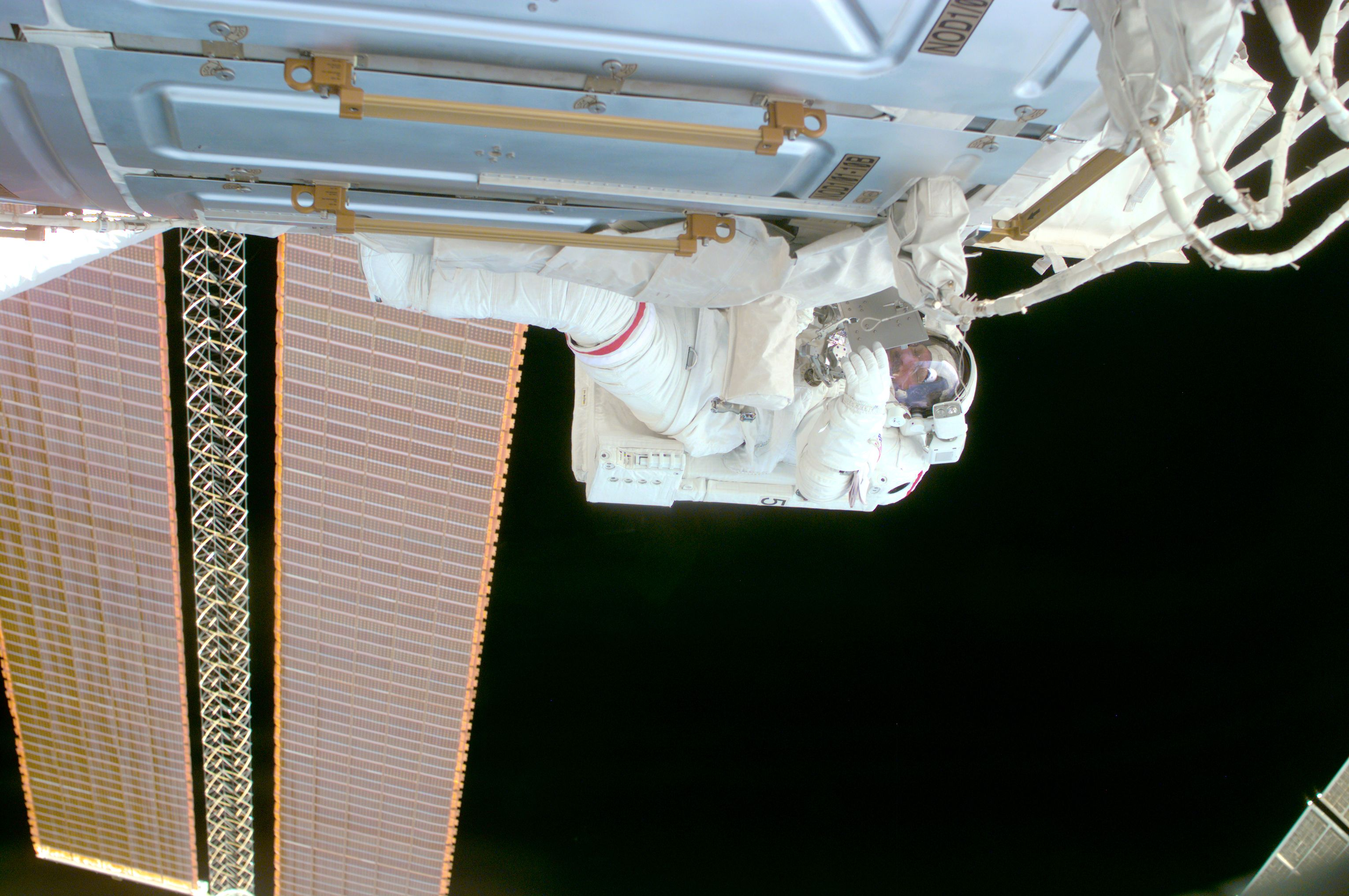
Tanner en el paseo espacial final el 7 de diciembre. Parte del panel solar se puede ver al lado izquierdo.

Al interior del Endeavour, el Especialista de misión Marc Garneau usó el Canadarm para mover el segmento P6 desde la bodega de carga, maniobrando en una posición de reposo de madrugada para calentar sus componentes. Los especialistas Joseph R. Tanner y Carlos Noriega se movieron a través del túnel de acoplamiento del Endeavour y abrieron la esclusa al puerto de acoplamiento de la EEI para dejar suministros y hardware en el umbral de la estación. En el día 4, la Expedición 1 entró por primera vez al módulo Unity para recoger lo dejado por la tripulación.

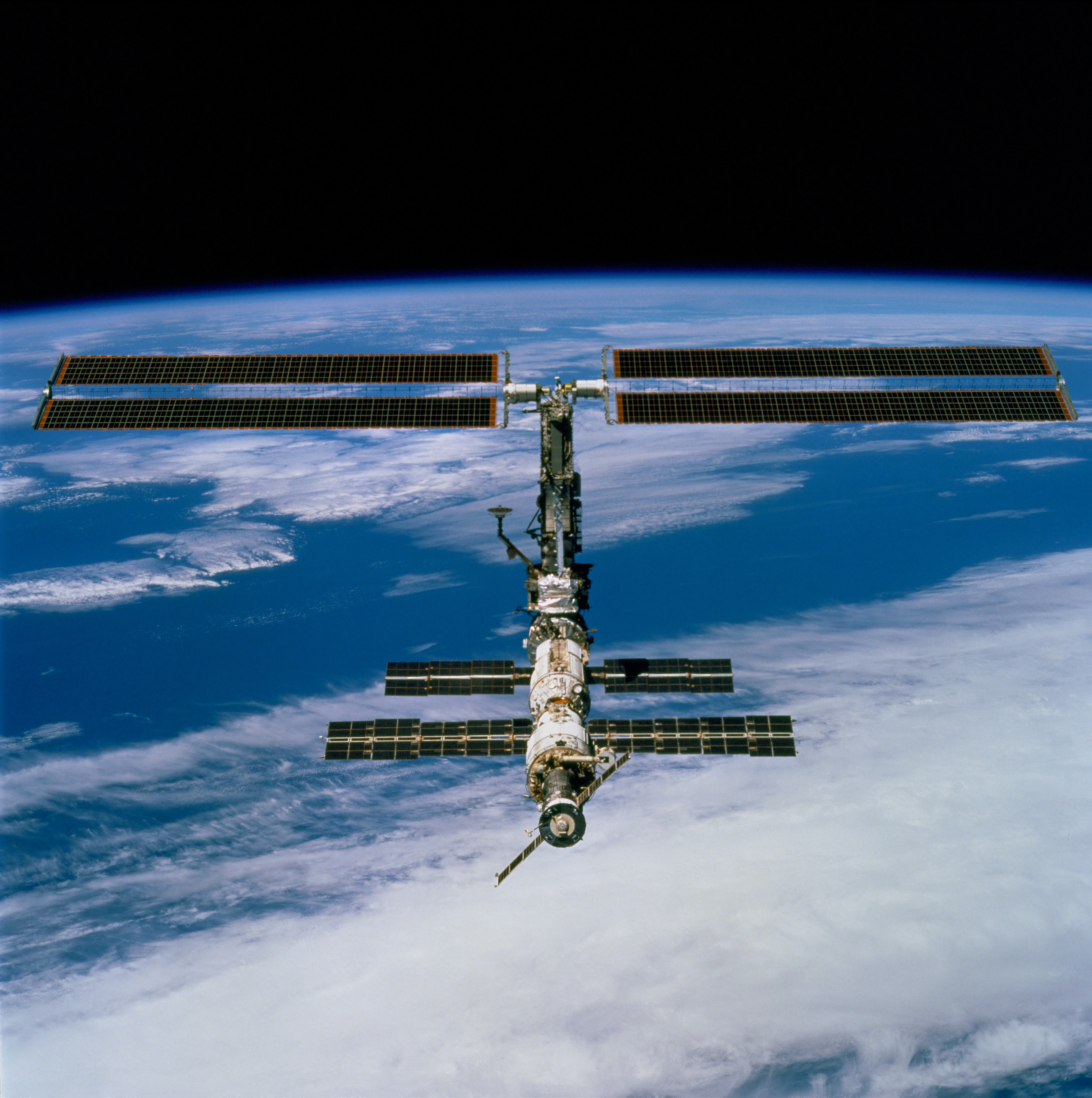
La nueva configuración de la EEI tomada por el Endeavour el día 9 de diciembre. Los paneles solares se pueden ver arriba.

A las 9:36 a. m. EST el día 8 de diciembre, la tripulación dejó su primera visita a la Expedición 1 la cual está residiendo en la estación espacial. El 9 de diciembre la tripulación finalmente terminó sus tareas en la EEI. El Endeavour se despidió de la Expedición 1 a las 10:51 a. m. EST y cerraron las esclusas entre las dos naves. Después de 6 días, 23 h y 13 min, el transbordador se desacopló de la estación a las 2:13 p. m. EST. El desacoplamiento se produjo 378 km sobre el borde entre Kazajistán y China. El alejamiento final se produjo cerca del noroeste de Sudamérica.
La misión STS-97 es la 15.ª del Endeavour y la 101 del programa.